# Jean Bastien
Jean Bastien (ur. 21 czerwca 1915 w Oranie, zm. 8 kwietnia 1969 w Marsylii) – piłkarz francuski grający na pozycji pomocnika. W swojej karierze rozegrał 4 mecze w reprezentacji Francji.

## Kariera klubowa
Swoją karierę piłkarską Bastien rozpoczął w klubie Olympique Marsylia. W sezonie 1935/1936 zadebiutował w nim w pierwszej lidze francuskiej. W sezonie 1936/1937 wywalczył z Olympique mistrzostwo Francji, a w sezonie 1937/1938 został mistrzem kraju oraz zdobył Puchar Francji.
W 1938 roku Bastien przeszedł do RC Paris. Grał w nim przez sezon, a w 1939 roku wrócił do Olympique i występował w nim w sezonie 1939/1940. W latach 1940–1942 był zawodnikiem Toulouse FC, a w 1942 roku znów został piłkarzem Olympique. W 1943 roku sięgnął z klubem z Marsylii po Puchar Francji, a w 1948 roku wywalczył mistrzostwo tego kraju.
W 1949 roku Bastien przeszedł do innego marsylskiego klubu, GSC Marseille z drugiej ligi. W sezonie 1950/1951 grał w SO Montpellier i w nim też zakończył swoją karierę.
| Sezon   | Klub               | Kraj    | Rozgrywki  | Mecze | Bramki |
| ------- | ------------------ | ------- | ---------- | ----- | ------ |
| 1935/36 | Olympique Marsylia | Francja | Division 1 | 29    | 2      |
| 1936/37 | Olympique Marsylia | Francja | Division 1 | 25    | 1      |
| 1937/38 | Olympique Marsylia | Francja | Division 1 | 26    | 0      |
| 1938/39 | RC Paris           | Francja | Division 1 | 20    | 0      |
| 1939/40 | Olympique Marsylia | Francja | Division 1 | ?     | ?      |
| 1940/41 | Toulouse FC        | Francja | Zone Libre | ?     | ?      |
| 1941/42 | Toulouse FC        | Francja | Zone Libre | ?     | ?      |
| 1941/42 | Olympique Marsylia | Francja | Zone Libre | 13    | 0      |
| 1942/43 | Olympique Marsylia | Francja | Division 1 | 28    | 0      |
| 1943/44 | Olympique Marsylia | Francja | Division 1 | 27    | 1      |
| 1944/45 | Olympique Marsylia | Francja | Division 1 | 12    | 0      |
| 1945/46 | Olympique Marsylia | Francja | Division 1 | 33    | 0      |
| 1946/47 | Olympique Marsylia | Francja | Division 1 | 35    | 2      |
| 1947/48 | Olympique Marsylia | Francja | Division 1 | 32    | 1      |
| 1948/49 | Olympique Marsylia | Francja | Division 1 | 32    | 2      |
| 1949/50 | GSC Marseille      | Francja | Division 2 | 29    | 2      |
| 1950/51 | SO Montpellier     | Francja | Division 2 | 18    | 0      |

## Kariera reprezentacyjna
W reprezentacji Francji Bastien zadebiutował 5 czerwca 1938 roku w wygranym 3:1 meczu 1/8 finału mistrzostw świata 1938 z Belgią. Na tym turnieju zagrał także w ćwierćfinale z Włochami (1:3). Od 1938 do 1945 roku rozegrał w kadrze narodowej 4 mecze.
| 1.   | 05.06.1938 | Paryż, Francja  | Belgia  | 3:1 | 0 | MŚ 1938    | 2. | 12.06.1938 | Paryż, Francja | Włochy | 1:3 | 0 | MŚ 1938 |
| 1944 |            |                 |         |     |   |            |    |            |                |        |     |   |         |
| 3.   | 24.12.1944 | Paryż, Francja  | Belgia  | 3:1 | 0 | towarzyski |    |            |                |        |     |   |         |
| 1945 |            |                 |         |     |   |            |    |            |                |        |     |   |         |
| 4.   | 06.12.1945 | Wiedeń, Austria | Austria | 1:4 | 0 | towarzyski |    |            |                |        |     |   |         |